# Grane, Drôme
Grane är en kommun i departementet Drôme i regionen Auvergne-Rhône-Alpes i sydöstra Frankrike. Kommunen ligger i kantonen Crest-Sud som tillhör arrondissementet Die. År 2022 hade Grane 2 136 invånare.

## Befolkningsutveckling
Antalet invånare i kommunen Grane
Referens:INSEE